# مات ماركوارت
مات ماركوارت هو لاعب هوكي الجليد كندي، ولد في 19 يوليو 1987 في نورث باي في كندا.

## وصلات خارجية
- مات ماركوارت على موقع دوري الهوكي الوطني (الإنجليزية)
- مات ماركوارت على موقع EliteProspects.com (الإنجليزية)
- مات ماركوارت على موقع HockeyDB.com (الإنجليزية)